# Вікторійська сільська рада
Вікторійська сільська рада — адміністративно-територіальна одиниця у Пирятинському районі Полтавської області з центром у c. Вікторія.
Населення — 1138 осіб.

## Населені пункти
Сільраді були підпорядковані населені пункти:
- c. Вікторія
- с. Архемівка

## Історія
Сільську раду утворено у 1973 році.

## Населення
Згідно з переписом УРСР 1989 року чисельність наявного населення сільської ради становила 1885 осіб, з яких 817 чоловіків та 1068 жінок.
За переписом населення України 2001 року в сільській раді мешкала 1131 особа.

### Мова
Розподіл населення за рідною мовою за даними перепису 2001 року:
| Мова       | Відсоток |
| ---------- | -------- |
| українська | 97,19 %  |
| російська  | 2,37 %   |
| білоруська | 0,09 %   |
| молдовська | 0,09 %   |
| інші       | 0,26 %   |